# モントルー・カジノ

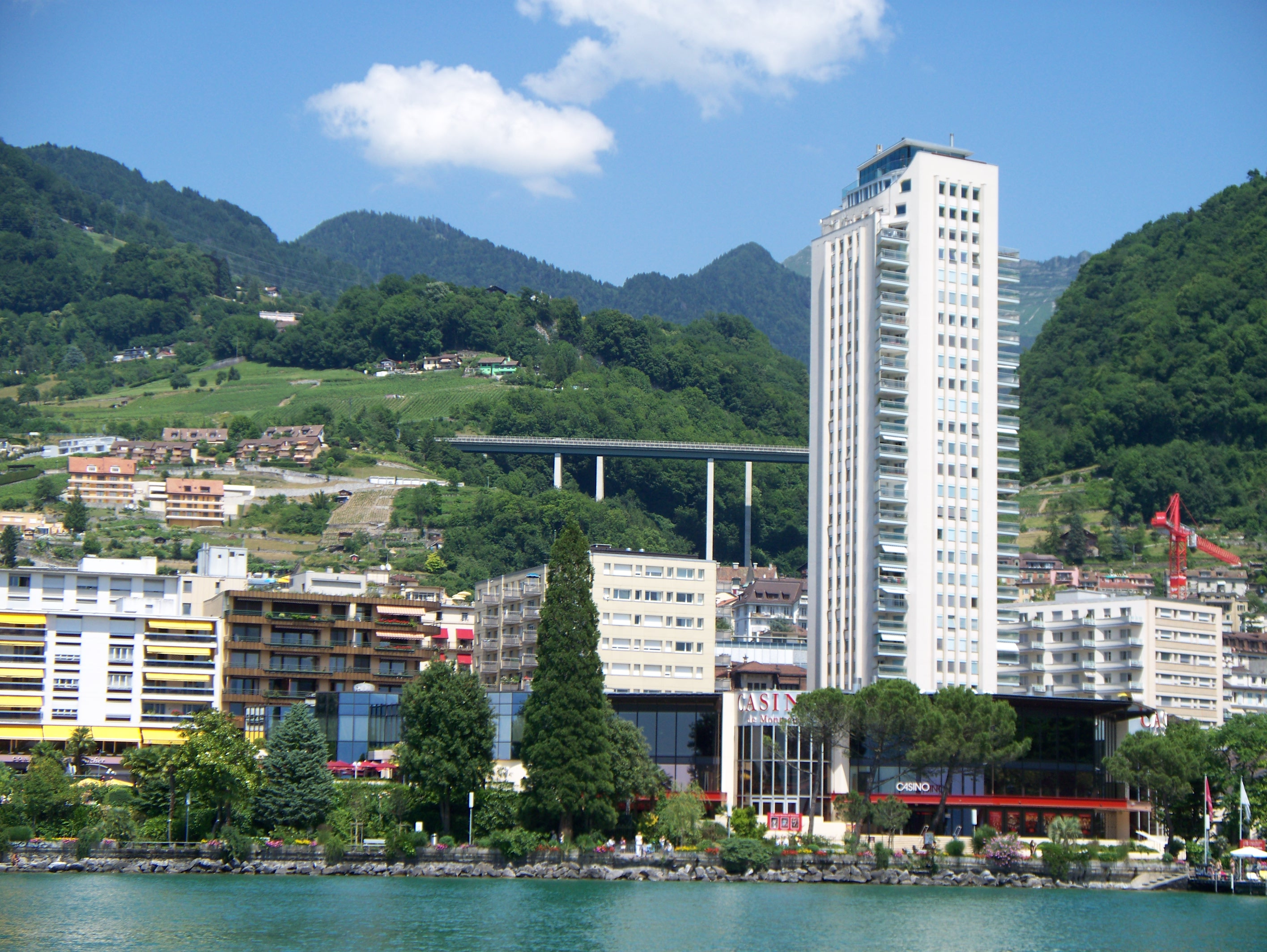
レマン湖側から見たモントルー・カジノ

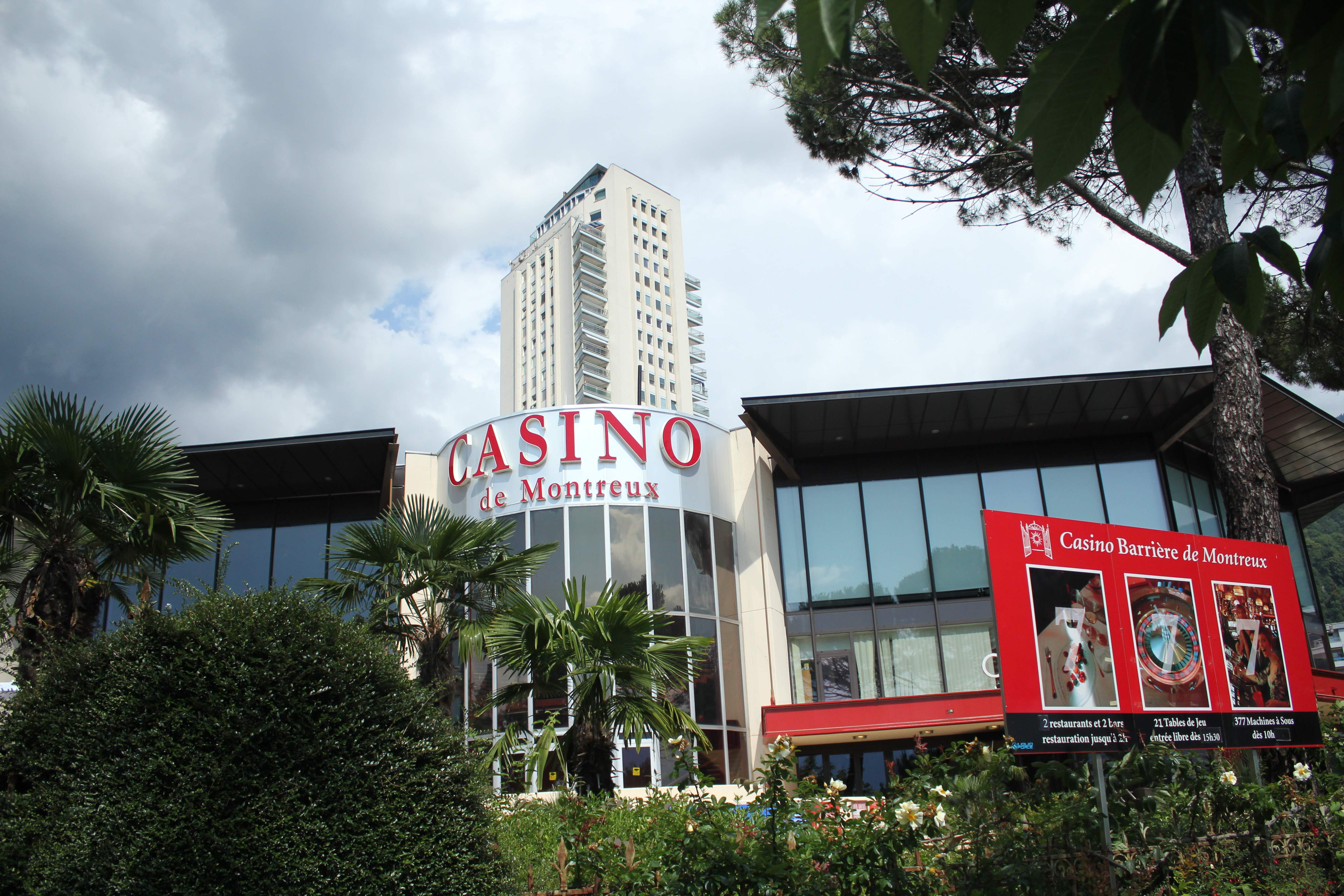
モントルー・カジノ（2014年夏）

カジノ・バリエール・ドゥ・モントルー（Casino Barrière de Montreux）、通称モントルー・カジノ（Montreux Casino）は、スイス・モントルーのレマン湖畔にあるカジノである。モントルー・ジャズ・フェスティバルの会場としても使用されている。1971年12月に火災で焼失し、その時の様子がイギリスのロック・グループであるディープ・パープルの楽曲『スモーク・オン・ザ・ウォーター』に綴られている。現在の建物は1975年に再建されたものである。グループ・ルシアン・バリエールが保有している。

## 歴史
モントルー・カジノは、1881年に建設され、1903年に改築された。このカジノでは、著名な交響楽団や指揮者の公演が行われた。1960年代後半には、ジャズ、ブルース、ロックのアーティストが演奏するようになった。1967年にクロード・ノブスが開始したモントルー・ジャズ・フェスティバルは、このカジノを会場としている。
1971年12月4日、このカジノで開催されていたフランク・ザッパ率いるザ・マザーズ・オブ・インヴェンションのコンサートにおいて、観客の一人が信号弾をラタンに覆われた天井に撃ち込んだので火災が発生し、建物に燃え移ってカジノは全焼した。このコンサートの模様を非合法的に録音した"Swiss Cheese"と"Fire!"という海賊盤が出回り、1992年にザッパが海賊盤を選んで発表した編集アルバム"Beat the Boots! II"に、まとめて"Swiss Cheese/Fire!"として収録された。ディープ・パープルはカジノで新作アルバムのレコーディングをする為に現地に滞在していたが、この火災によって別の場所でのレコーディングを余儀なくされた。完成したアルバム『マシン・ヘッド』に収録された『スモーク・オン・ザ・ウォーター』は、この時の顛末を歌ったものである。
モントルー・カジノは1975年に再建された。それまでの間、モントルー・ジャズ・フェスティバルは市内の別のホールで開催されていた。1993年からは約1キロメートル離れたモントルー・ミュージック&コンベンション・センターで開催されているが、1995年から2006年まではコンベンション・センターとモントルー・カジノの2か所での開催となった。2007年からは再びコンベンション・センターのみでの開催となったが、モントルー・カジノでもその期間に合わせてイベントが行われる。また、再建されたカジノ内には、録音スタジオ「マウンテン・スタジオ」が設置された。